# Fonction gamma
Pour les articles homonymes, voir gamma (homonymie).

Tracé de la fonction gamma le long de l'axe des réels.

En mathématiques, la fonction gamma (notée par Γ, la lettre majuscule gamma de l'alphabet grec) est une fonction utilisée communément, définie sur l'ensemble des nombres complexes excepté les entiers négatifs ou nuls. Elle est un exemple typique de fonction étudiée par l'analyse complexe.
On a pour tout entier {\displaystyle n} strictement positif, {\displaystyle \Gamma (n)=(n-1)!} (où {\displaystyle (n-1)!} est la factorielle de {\displaystyle n-1}). Ainsi Γ prolonge-t-elle la fonction factorielle à son domaine (à un décalage de 1 près).
Cette fonction est l'une des plus importantes fonctions spéciales ; ce qui signifie qu'elle joue un rôle pilier en analyse, et qu'elle n'est pas élémentaire (informellement, on ne peut pas l'écrire de manière élémentaire à l'aide des fonctions élémentaires vues au lycée).

## Définition

### Définition de base
La fonction gamma, notée Γ, est définie pour tout {\displaystyle z\in \mathbb {C} } tel que {\displaystyle \mathrm {Re} (z)>0}, et elle est à valeurs dans {\displaystyle \mathbb {C} }. Elle est définie par :
{\displaystyle \Gamma (z)=\int _{0}^{+\infty }t^{z-1}\,\mathrm {e} ^{-t}\,\mathrm {d} t}.
C'est une intégrale paramétrée par {\displaystyle z}, l'intégration se faisant sur {\displaystyle t}. Cette intégrale impropre converge absolument sur le demi-plan complexe où la partie réelle est strictement positive, et une intégration par parties montre que sur son domaine Γ vérifie l'équation fonctionnelle :
{\displaystyle \Gamma (z+1)=z\;\Gamma (z)}.
La fonction ainsi définie est également connue sous le nom d'intégrale d'Euler de seconde espèce.

### Définition prolongée

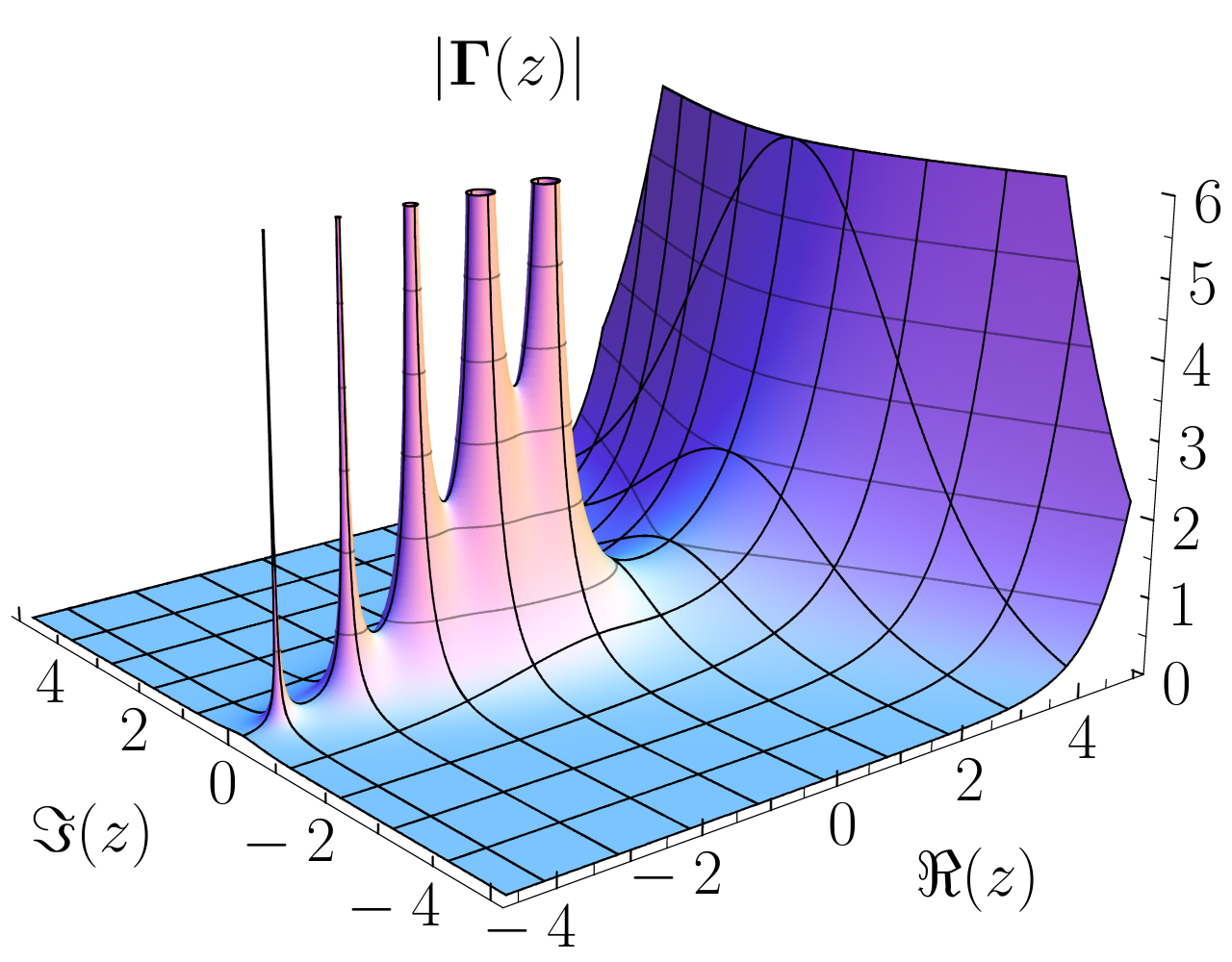
Tracé du module de la fonction gamma (prolongée) autour de l'origine du plan complexe. Les cinq « cheminées roses » correspondent à des pôles.

La fonction Γ peut être prolongée analytiquement en une fonction méromorphe sur {\displaystyle \mathbb {C} \setminus \{0,-1,-2,\ldots \}}, admettant comme pôles 0, −1, −2,… 
C'est cette définition de la fonction gamma dont nous nous servons dans cet article ; convention partagée par de nombreux auteurs. Nous notons toujours ce prolongement Γ.

#### L'équation fonctionnelle est toujours valide
Un résultat essentiel est que l'équation fonctionnelle vue au-dessus est encore vraie pour le prolongement, sur tout son domaine.

#### Calcul de Γ prolongée
Soit {\displaystyle z\in \mathbb {C} \setminus \{0,-1,-2,\ldots \}} tel que {\displaystyle \mathrm {Re} (z)\leq 0}.
En itérant l'équation fonctionnelle, on a cette relation : 
{\displaystyle \forall k\in \mathbb {N} ,\quad \Gamma (z)={\frac {\Gamma (z+k)}{z(z+1)\ldots (z+k-1)}}}.
Il suffit alors de prendre {\displaystyle k} suffisamment grand (i.e. tel que {\displaystyle \mathrm {Re} (z+k)>0}) pour se ramener à la définition de base.
Par exemple, en usant de la valeur de {\displaystyle \Gamma (1/2)} donnée plus bas, on a {\displaystyle \Gamma (-3/2)={\frac {\Gamma (1/2)}{(-3/2)\times (-1/2)}}={\frac {4}{3}}\Gamma (1/2)={\frac {4{\sqrt {\pi }}}{3}}}.

### Notation de Gauss
Une notation alternative est celle introduite par Gauss
{\displaystyle \Pi (z)=z\Gamma (z)=\Gamma (z+1)=\int _{0}^{+\infty }t^{z}\mathrm {e} ^{-t}\mathrm {d} t}
qui simplifie certaines formules telles que 
{\displaystyle \forall n\in \mathbb {N} ,\Pi (n)=n!}
Legendre serait à l'origine de la popularisation de la notation Γ, préférant poser le premier pole en 0 plutôt qu'en -1

## Autres définitions
Par changement de variable, l'intégrale précédente (pour Re(z) > 0) s'écrit aussi :
{\displaystyle \Gamma (z)=2\int _{0}^{+\infty }u^{2z-1}\mathrm {e} ^{-u^{2}}\,\mathrm {d} u\quad {\text{et}}\quad \Gamma (z)=\int _{0}^{1}\left(-\ln s\right)^{z-1}\,\mathrm {d} s}.
La définition suivante de la fonction gamma par produits infinis, due à Euler, a un sens pour les nombres complexes z qui ne sont pas des entiers négatifs ou nuls :
Elle est équivalente à celle donnée par Schlömilch,, :
où {\displaystyle \gamma =\sum _{k=1}^{\infty }\left[{\frac {1}{k}}-\ln \left(1+{\frac {1}{k}}\right)\right]} est la constante d'Euler-Mascheroni.

## Propriétés

### Lien avec la factorielle
De Γ(z+1) = zΓ(z) et Γ(1) = 1, il se déduit par récurrence que :
{\displaystyle \forall \,n\in \mathbb {N} ,\;\Gamma (n+1)=n!}
Ce qui se réécrit de manière plus commode : {\displaystyle \forall \,n\in \mathbb {N} ,\;\Pi (n)=n!}
On interprète donc la fonction gamma comme un prolongement de la factorielle à l'ensemble des nombres complexes (à l'exception des entiers négatifs ou nuls).

### Pas de racine
La fonction gamma ne s'annule pas. Ce résultat fondamental n'est pas évident, à moins de connaitre la formule des compléments.

### Caractérisations

#### Sur l'ensemble des réels > 0
La fonction gamma (restreinte à {\displaystyle \mathbb {R} _{+}^{*}}) est la seule fonction de {\displaystyle \mathbb {R} _{+}^{*}} dans {\displaystyle \mathbb {R} _{+}^{*}} vérifiant les trois propriétés suivantes (théorème de Bohr-Mollerup) :
- {\displaystyle \Gamma (1)=1\,};
- {\displaystyle \Gamma (x+1)=x\;\Gamma (x)\,} (sur tout le domaine) ;
- {\displaystyle \Gamma } est logarithmiquement convexe (i.e. {\displaystyle \ln \circ \,\Gamma } est convexe).

#### Sur le demi-plan complexe Re(z)>0
La fonction gamma (restreinte à {\displaystyle \{z\in \mathbb {C} \mid \mathrm {Re} (z)>0\}}) est la seule fonction de {\displaystyle \{z\in \mathbb {C} \mid \mathrm {Re} (z)>0\}} dans {\displaystyle \mathbb {C} } vérifiant les quatre propriétés suivantes (théorème de Wielandt) :
- {\displaystyle \Gamma (1)=1\,};
- {\displaystyle \Gamma (z+1)=z\;\Gamma (z)\,} (sur tout le domaine) ;
- {\displaystyle \Gamma } est holomorphe ;
- {\displaystyle \Gamma } est bornée sur l'ensemble {\displaystyle \{z\in \mathbb {C} \mid 1<\mathrm {Re} (z)<2\}}.

## Autres propriétés

### Formule des compléments
La fonction gamma vérifie la formule de réflexion d'Euler, ou formule des compléments :
On la démontre aisément à l'aide de la définition d'Euler en produit infini, en utilisant ensuite la factorisation classique {\displaystyle \sin \pi z=\pi z\prod _{n=1}^{\infty }\left(1-{\frac {z^{2}}{n^{2}}}\right)}.

### Formule de multiplication
La fonction gamma vérifie également la formule de duplication :
{\displaystyle \Gamma (z)\;\Gamma \left(z+{\frac {1}{2}}\right)=2^{1-2z}\;{\sqrt {\pi }}\;\Gamma (2z)}.

C'est un cas particulier du théorème de multiplication (à l'ordre {\displaystyle m>0}) :
{\displaystyle \Gamma (z)\;\Gamma \left(z+{\frac {1}{m}}\right)\;\Gamma \left(z+{\frac {2}{m}}\right)\cdots \Gamma \left(z+{\frac {m-1}{m}}\right)=(2\pi )^{(m-1)/2}\;m^{1/2-mz}\;\Gamma (mz)}.

Cette fonction apparaît également dans des formules incluant la fonction zêta de Riemann.

### Résidus
La fonction gamma possède un pôle d'ordre 1 en z = −n pour tout entier naturel n. Le résidu de la fonction en ce pôle est donné par :

### Dérivées
La fonction gamma est infiniment dérivable sur {\displaystyle \mathbb {R} _{+}^{*}}(c’est-à-dire p fois dérivable pour tout entier p). Sa dérivée est exprimée à l'aide de la fonction digamma : {\displaystyle \Gamma '(z)=\Gamma (z)\psi _{0}(z).\,}
Plus généralement, sa dérivée p-ième possède sur {\displaystyle \mathbb {R} _{+}^{*}} l'expression intégrale suivante :

### Lien avec les sommes de Gauss
La définition de la fonction gamma sous forme d'intégrale la fait apparaître comme une convolution entre un caractère additif (l'exponentielle) et un caractère multiplicatif ({\displaystyle x\mapsto x^{s}}).

## Lien avec d'autres fonctions
La fonction gamma est reliée à la fonction ζ de Riemann par :
{\displaystyle \zeta (s)\,\Gamma (s)=\int _{0}^{+\infty }{\frac {t^{s-1}}{\mathrm {e} ^{t}-1}}\,\mathrm {d} t}.
Elle est reliée à la fonction êta de Dirichlet par :
{\displaystyle \Gamma (s)\,\eta (s)=\int _{0}^{\infty }{\frac {x^{s-1}}{\mathrm {e} ^{x}+1}}\,\mathrm {d} x=\int _{0}^{1}\int _{0}^{1}{\frac {(-\ln(xy))^{s-2}}{1+xy}}\,\mathrm {d} x\,\mathrm {d} y}.
Dans la définition de la fonction gamma sous forme d'intégrale, les bornes de l'intégrale sont fixées ; la fonction gamma incomplète est la fonction obtenue en modifiant la borne inférieure ou la borne supérieure.
La fonction gamma est reliée à la fonction bêta par la formule :
{\displaystyle \mathrm {B} (x,y)={\frac {\Gamma (x)\;\Gamma (y)}{\Gamma (x+y)}}.}
Le logarithme de la fonction gamma est parfois appelé lngamma ou loggamma. Il intervient notamment dans la résolution des problèmes de propagation d’ondes : l'équation fonctionnelle de la fonction lngamma est :
{\displaystyle \ln \Gamma (z)=\ln \Gamma (z+1)-\ln(z)}.
Si l’on connaît les valeurs de la fonction sur une bande de largeur 1 en Re(z), on obtient par cette relation les valeurs dans une bande voisine de même largeur, et l’on peut répéter ce procédé. Partant d’un z avec Re(z) >> 1 pour lequel on connaît une bonne approximation, on peut ainsi atteindre la valeur pour un z quelconque.
Rocktaeschel (1922, suivant une indication de Gauss) propose l'approximation pour Re(z) grand :
{\displaystyle \ln \Gamma (z)\approx (z-{\tfrac {1}{2}})\ln z-z+{\tfrac {1}{2}}\ln(2\pi )}.
On peut en déduire une approximation de ln Γ(z) pour Re(z) plus petit, en utilisant :
{\displaystyle \ln \Gamma (z-m)=\ln \Gamma (z)-\sum _{k=1}^{m}\ln(z-k)}.
La dérivée logarithmique de la fonction gamma est appelée fonction digamma. Les dérivées d'ordre supérieur sont les fonctions polygamma.
Un analogue de la fonction gamma sur un corps fini ou un anneau fini est fourni par les sommes de Gauss.
En remarquant que la fonction gamma ne s'annule jamais, on peut définir son inverse. Or, on peut prolonger cet inverse à {\displaystyle \mathbb {C} } tout entier (les inverses des pôles de Γ vaudront 0). On obtient alors une fonction entière (donc, informellement, se comportant un peu tel un polynôme).

## Valeurs particulières
Cette section indique quelques valeurs particulières de la fonction gamma et de ses dérivées.
La valeur de Γ(1/2) = √π est celle de l'intégrale de Gauss ; elle peut aussi se déduire de la formule des compléments.
Cette valeur permet, par récurrence, de déterminer les autres valeurs de la fonction gamma pour les demi-entiers positifs :
{\displaystyle \Gamma (3/2)={\frac {\sqrt {\pi }}{2}},\quad \Gamma (5/2)={\frac {3{\sqrt {\pi }}}{4}},\ldots ,}
{\displaystyle \Gamma \left(n+{\frac {1}{2}}\right)=\left(n-{\frac {1}{2}}\right)\Gamma \left(n-{\frac {1}{2}}\right)=\left(n-{\frac {1}{2}}\right)\left(n-{\frac {3}{2}}\right)\cdots {\frac {3}{2}}\,{\frac {1}{2}}\,\Gamma \left({\frac {1}{2}}\right)={\frac {(2n)!}{2^{2n}n!}}{\sqrt {\pi }}}
mais aussi négatifs, par exemple :
{\displaystyle \Gamma (-1/2)=-2{\sqrt {\pi }}}.
En ce qui concerne ses dérivées, avec γ la constante d'Euler-Mascheroni :
{\displaystyle \Gamma '(n+1)=\Gamma (n+1)\psi _{0}(n+1)=n!\left(-\gamma +\sum _{1\leq k\leq n}{\frac {1}{k}}\right)} ;
{\displaystyle \Gamma '\left(n+{\frac {1}{2}}\right)=\Gamma \left(n+{\frac {1}{2}}\right)\psi _{0}\left(n+{\frac {1}{2}}\right)={\frac {(2n)!}{2^{2n}n!}}{\sqrt {\pi }}\left(-\gamma -2\ln 2+\sum _{1\leq k\leq n}{\frac {2}{2k-1}}\right)} ;
{\displaystyle \Gamma ''(1/2)={\sqrt {\pi }}(\gamma +2\,\ln(2))^{2}+{\frac {\pi ^{5/2}}{2}},\quad \Gamma ''(1)=\gamma ^{2}+{\frac {\pi ^{2}}{6}},\quad \Gamma ''(2)=(1-\gamma )^{2}+{\frac {\pi ^{2}}{6}}-1}.
On connaît quelques résultats de transcendance et même d'indépendance algébrique sur les valeurs de Γ en certains points rationnels.
Une conjecture de Rohrlich prédit que toute relation multiplicative de la forme
(où ℚ désigne le corps des nombres algébriques) se déduit des trois relations standard :

## Formule asymptotique de Stirling

### DeΓ(z)etΓ(z+1)
La formule de Stirling donne un équivalent au voisinage de l'infini de la factorielle :
avec μ la fonction de Binet :
et Bi les nombres de Bernoulli.
Sachant que Γ(n+1) = n! sur ℕ, cet équivalent se généralise à la fonction gamma :
d’où :
En calculant les premiers termes de eμ grâce à la formule exponentielle, on obtient le développement asymptotique :

### DeΓ(z+ ½)
L’équivalent en z+½ vaut :
avec :
d’où le développement asymptotique :

### Cas général
De manière plus générale, pour |a| < |z|, l’équivalent en z + a ∉ ℤ- vaut :
où Bk sont les polynômes de Bernoulli.
En posant a valant respectivement 0, ½ et 1, et connaissant les valeurs particulières des polynômes de Bernoulli en ces points, on retrouve immédiatement les équivalents en z, z + ½ et z + 1 mentionnés plus hauts.

## Histoire
La première occurrence d'un produit qui donnera naissance ultérieurement à la fonction gamma est due à Daniel Bernoulli dans une lettre à Christian Goldbach.
En notation moderne
{\displaystyle x!=\lim _{n\rightarrow \infty }\left(n+1+{\frac {x}{2}}\right)^{x-1}\prod _{i=1}^{n}{\frac {i+1}{i+x}}}.
En 1729 également, Euler entreprend l'étude de ce produit et lui donne sa forme intégrale,.
C'est Legendre qui, en 1811, note cette fonction {\displaystyle \Gamma }, en apportant de nombreux compléments à son étude,.
L'article de Borwein et Corless passe en revue trois siècles de travaux mathématiques sur la fonction gamma.